# Eleições regionais em Baden-Württemberg de 1972
As eleições regionais em Baden-Württemberg de 1972 foram realizadas a 23 de Abril e, serviram para eleger os 120 deputados para o parlamento regional.
O grande vencedor das eleições foi a União Democrata-Cristã, que, pela primeira vez, obteve a maioria absoluta parlamentar, conquistando 52,9% dos votos e 65 deputados.
O Partido Social-Democrata da Alemanha, apesar da maioria absoluta democrata-cristã, conseguiu um resultado positivo, ao conquistar 37,6% dos votos e 45 deputados.
Por fim, o Partido Democrático Liberal obteve o seu pior resultado eleitoral, ficando-se pelos 8,9% dos votos e 10 deputados.
Após as eleições, a União Democrata-Cristã continuou a liderar o governo regional, e, pela primeira vez, sem fazer coligações de governo.

## Resultados Oficiais
| Partido                 | Partido                     | Votos     | %     | +/-   | Deputados | +/-   |
| ----------------------- | --------------------------- | --------- | ----- | ----- | --------- | ----- |
|                         | União Democrata-Cristã      | 2 513 808 | 52,92 | 8,69  | 65 / 120  | 5     |
|                         | Partido Social-Democrata    | 1 784 416 | 37,56 | 8,61  | 45 / 120  | 8     |
|                         | Partido Democrático Liberal | 424 685   | 8,94  | 5,48  | 10 / 120  | 8     |
|                         | Outros                      | 27 728    | 0,58  |       | 0 / 120   |       |
| Votos Inválidos         | Votos Inválidos             | 48 138    | 1,00  | 1,16  |           |       |
| Total                   | Total                       | 4 798 775 | 100   |       | 120 / 120 | 7     |
| Eleitorado/Participação | Eleitorado/Participação     | 5 998 727 | 80,00 | 9,25  |           |       |
| Fonte                   | Fonte                       | [ 1 ]     | [ 1 ] | [ 1 ] | [ 1 ]     | [ 1 ] |